# Okręg wyborczy nr 19 do Sejmu Polskiej Rzeczypospolitej Ludowej (1989–1991)
Okręg wyborczy nr 19 do Sejmu Polskiej Rzeczypospolitej Ludowej (1989–1991) obejmował Lubliniec oraz gminy Blachownia, Ciasna, Dobrodzień, Gorzów Śląski, Herby, Kalety, Kamienica Polska, Kłobuck, Kochanowice, Konopiska, Koszęcin, Koziegłowy, Kroczyce, Krzepice, Lipie, Miedźno, Myszków, Niegowa, Olesno, Opatów, Panki, Pawonków, Popów, Praszka, Przystajń, Radłów, Rudniki, Włodowice, Woźniki, Wręczyca Wielka i Żarki (województwo częstochowskie). W ówczesnym kształcie został utworzony w 1989. Wybieranych było w nim 4 posłów w systemie większościowym.
Siedzibą okręgowej komisji wyborczej był Lubliniec.

## Wybory parlamentarne 1989

### Mandat nr 74 – bezpartyjny
| Kandydat                                                          | Głosów | %     |
| ----------------------------------------------------------------- | ------ | ----- |
| Ryszard Iwan                                                      | 84 312 | 68,35 |
| Zdzisława Szedel                                                  | 8901   | 7,22  |
| Ryszard Wójtowicz                                                 | 8066   | 6,54  |
| Henryk Owczarek                                                   | 6646   | 5,39  |
| Andrzej De Pytno-Flaczkiewicz                                     | 5939   | 4,82  |
| Liczba głosów ważnych: 123 354 Źródło: Państwowa Komisja Wyborcza |        |       |

### Mandat nr 75 –Zjednoczone Stronnictwo Ludowe
| Kandydat | I tura | I tura | II tura | II tura |
| Kandydat | Głosów | %      | Głosów  | %       |
| --- | ------ | ------ | ------- | ------- |
| Ireneusz Skubis                                                                                                | 25 404 | 19,57  | 22 780  | 43,53   |
| Władysław Lipczak                                                                                              | 25 166 | 19,39  | 22 362  | 42,73   |
| Eligiusz Bender                                                                                                | 19 214 | 14,80  | —       | —       |
| Liczba głosów ważnych: 129 816 (I tura) • 52 335 (II tura) Źródło: Państwowa Komisja Wyborcza I tura i II tura |        |        |         |         |

### Mandat nr 76 –Polska Zjednoczona Partia Robotnicza
| Kandydat | I tura | I tura | II tura | II tura |
| Kandydat | Głosów | %      | Głosów  | %       |
| --- | ------ | ------ | ------- | ------- |
| Władysław Serafin                                                                                              | 30 650 | 24,38  | 27 974  | 53,42   |
| Józef Bartela                                                                                                  | 16 251 | 12,93  | 17 496  | 33,41   |
| Elżbieta Mieszczańska                                                                                          | 13 377 | 10,64  | —       | —       |
| Elżbieta Kolman                                                                                                | 10 677 | 8,49   | —       | —       |
| Liczba głosów ważnych: 125 714 (I tura) • 52 365 (II tura) Źródło: Państwowa Komisja Wyborcza I tura i II tura |        |        |         |         |

### Mandat nr 77 – bezpartyjny
| Kandydat                                                          | Głosów  | %     |
| ----------------------------------------------------------------- | ------- | ----- |
| Marek Dziubek                                                     | 102 694 | 73,69 |
| Jerzy Baranowski                                                  | 27 760  | 19,92 |
| Liczba głosów ważnych: 139 352 Źródło: Państwowa Komisja Wyborcza |         |       |